# Nathaniel (serie de televisión)
Nathaniel es una serie de televisión filipina transmitida por ABS-CBN desde 20 de abril de 2015. Esta protagonizada por Marco Antonio Masa como Nathaniel, acompañado por Shaina Magdayao y Gerald Anderson, con las actuaciones estelares de Yesha Camile, Sharlene San Pedro, Pokwang y Benjie Paras, y las participaciones antagónicas de Coney Reyes, Baron Geisler, Leo Martínez y Isabelle Daza.

## Argumento
Esta es la historia de Nathaniel, hijo de Paul y Rachel. Como un bebé, Nathaniel estará involucrado en un accidente, lo que le costó la vida. Y porque Nathaniel murió un alma pura, se convirtió en un ángel al alcanzar el cielo. Cuando Nathaniel ya tenía 7 años de edad, será enviado a la tierra para una misión - para restaurar la fe del hombre en Dios y para recordarle al hombre su bondad interior, que es posible que ya se han olvidado.

## Elenco

### Elenco principal
- Marco Antonio Masa como Nathaniel M. Laxamana
- Shaina Magdayao como Rachel Mercado-Laxamana.
- Gerald Anderson como Paul Laxamana.

### Elenco secundario
- Coney Reyes como Angela "AVL" Villanueva-Laxamana.
- Pokwang como Elizabeth "Beth" Salvación-Bartolomé.
- Isabelle Daza como Martha Amante-Laxamana / Mirriam Sandoval.
- Sharlene San Pedro como Hannah Bartolomé / Mary V. Laxamana
- Jairus Aquino como Joshua Casillas.
- Yesha Camile como Abigail "Abi" Bartolomé.
- Jayson Gainza como Dimas.
- Ogie Diaz como Narcy.
- Fourth Solomon como David.
- Fifth Solomon como Solomon.
- Simon Ibarra como SPO4. Tomas Casillas
- David Chua como Aaron Sandoval.
- Ivan Carapiet como Samson Baldemor.
- Young JV como Benjamin.
- Kathleen Hermosa como Dra. Tessie Robles
- Benjie Paras como Abner Bartolomé.
- Freddie Webb como Punong Maestro.
- Leo Martínez como Tagasundo / Ramón Román / Abel Tumana.
- Baron Geisler como Tagasundo / Gustavo Palomar.